# Zázračná studánka (Křemešník)
Zázračná studánka (též Zlatá studánka) se nachází v lesích na svahu Křemešníku, přímo naproti kapličce sv. Jana Křtitele. Jedná se o jeden z periodických pramenů na svahu Křemešníka. Objevuje se vždy v období okolo Vánoc, vysychá v květnu v době Křemešnické pouti (někdy se uvádí i období června a července). Tuto periodicitu způsobují podzemní štoly vzniklé při těžbě stříbra, která probíhala v oblasti od Jihlavy k Sezimovu Ústí. Voda ve studánce je mírně radioaktivní a obsahuje příměsi stříbra. Radioaktivitu způsobují zasahující uranové žíly. Podzemními štolami je patrně propojena se studánkou U Buku, ležící na druhé straně vrchu.
Ke studánce se vztahuje řada pověstí a mýtů. Jedna z nich se vztahuje na výskyt vody. Pokud se totiž objeví dvakrát během roku, dá se očekávat válka či epidemie nemocí. Ve starých kronikách okolních obcí se tak můžeme dočíst o výskytu vody již na podzim v letech 1938 a 1939. Ještě dřívější záznamy se pak vztahují např. k rokům 1832 (voda se objevila v prosinci) či 1866 (v srpnu), kdy v kraji následně vypukla epidemie cholery. Výjimku představují roky 1837–1839. Od roku 1763, kdy křemešnický kaplan Josef Neumann založil pamětní knihu, je výskyt vody pravidelně zaznamenáván, byť ne vždy pečlivě.
Zdejší obyvatelé také věřili na její léčivé účinky. V době třicetileté války se měla v okolí Křemešníka, resp. u nedalekého Branišova, odehrát bitva. Jeden zraněný voják se dostal až ke studánce a vodou si rány vymýval. Ty se mu pak rychle zahojily. Poté, co se to rozkřiklo po okolí sem proudily davy lidí. Obdobná situace nastala během epidemie cholery v roce 1837. Podle jiné verze pověsti se zde měl uzdravit slepý mrzák, kterému se ve snu zjevila lesní studánka s obrazem Svaté Trojice. Poté, co se v ní umyl, opět uviděl a nepotřeboval ani berle. Z vděčnosti postavil u studánky dřevěnou kapličku a berle do ní uschoval.
Vlastní pramen se nachází pod oltářem v nedaleké kapličce, odkud byla vytékající voda svedena pod kapličku. Až do roku 1946 zde vytékala třemi chrliči. Dva byly toho roku zničeny a třetí později zmizel. Současná podoba pochází z 90. let 20. století a autorem je mistr kovář Habrman.

## Další studánky v okolí Křemešníka
- Stříbrná studánka
- Studánka U Buku
- Studánky U Ivanin

## Dostupnost
Místem vede zelený okruh z Křemešníka, přes Korce, Stříbrnou studánku, Sluneční paseku a kapličku sv. Jana zpátky na Křemešník. Turisty sem také přivede červená turistická značka od Proseče pod Křemešníkem, pokračující na Křemešník. Od září 2004 tudy vede i trasa NS Křemešník. V těsné blízkosti studánky jsou pozůstatky domova poustevníka v bývalé hornické štole.